# Skupniów Żleb

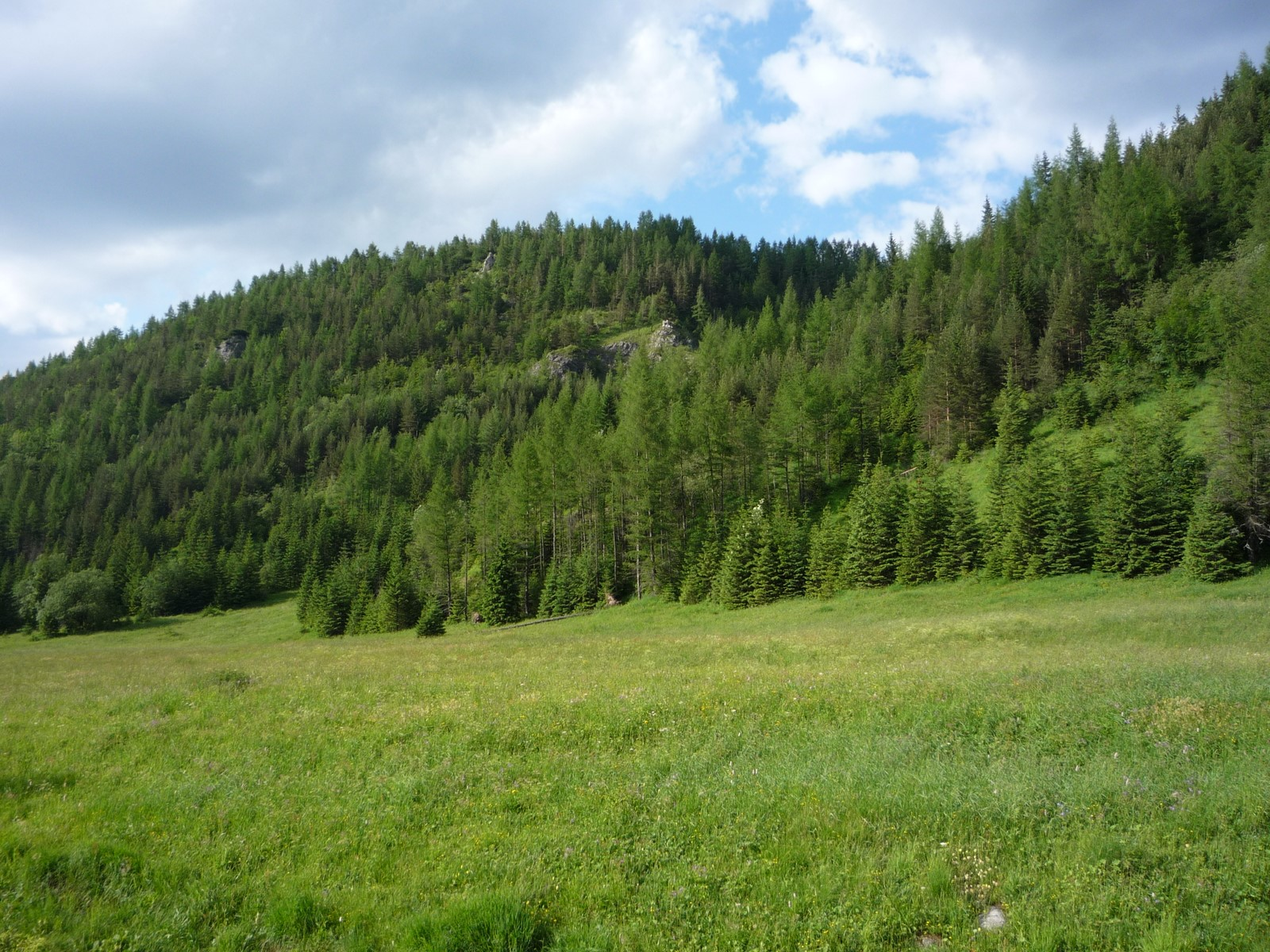
Od lewej: Boczań, Skupniów Żleb i Skupniów Upłaz

Skupniów Żleb – żleb w orograficznie prawych zboczach Jaworzynki w polskich Tatrach Zachodnich. Nazwa została wymyślona przez Władysława Cywińskiego. Jest to jedyny żleb w tych zboczach, prócz niego istnieją tylko depresje i płytko wcięte żlebki. W dolnej części ma skaliste dno z niewielkimi progami i jest głęboko wcięty, natomiast górą przechodzi w szeroką na ok. 100 m depresję pochodzącą pod Skupniów Przechód (ok. 1275 m n.p.m.). Jest kręty i zalesiony, a jego wylot znajduje się nieco powyżej szałasów na polanie Jaworzynce.
Skupniów Żleb tworzy naturalną granicę oddzielającą Boczań od Skupniowego Upłazu.

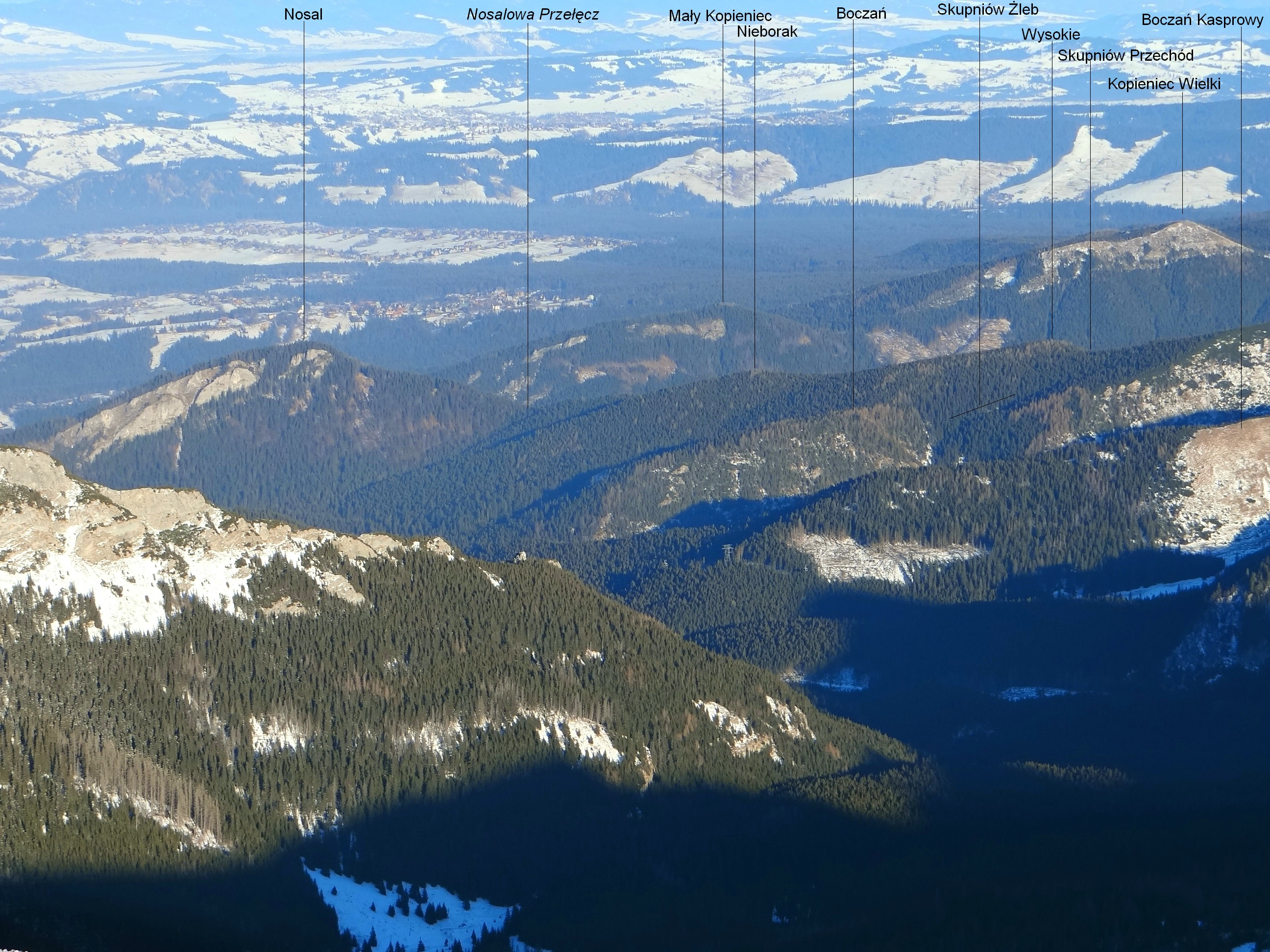
Widok z Kopy Kondrackiej